# Vorteilsannahme
Vorteilsannahme ist eine nach deutschem Strafrecht strafbare Handlung. Sie liegt gemäß § 331 StGB dann vor, wenn ein Amtsträger, Amtsträger der EU oder ein für den öffentlichen Dienst Verpflichteter für sich oder für einen Dritten für die Dienstausübung einen Vorteil fordert, sich versprechen lässt oder annimmt. Wenn der Amtsträger den Vorteil als Gegenleistung dafür fordert, sich versprechen lässt oder annimmt, dass er eine Diensthandlung vorgenommen hat oder künftig vornehme und dadurch seine Dienstpflichten verletzt hat oder verletzen würde, so liegt Bestechlichkeit (§ 332 StGB) vor. Kern der Korruption ist die Verknüpfung von Dienstausübung und Vorteilszuwendung durch eine zumindest stillschweigende Unrechtsvereinbarung, wobei bei der Vorteilsannahme kein Bezug zu einer konkreten Diensthandlung erforderlich ist. Hierdurch soll schon der Anschein der Käuflichkeit des Amtsträgers verhindert werden.
Die Vorteilsannahme wird mit Geldstrafe oder Freiheitsstrafe bis zu drei Jahren oder fünf Jahren (Bestechlichkeit) geahndet.
Der Vorwurf der Vorteilsannahme ist jedoch nicht nur strafrechtlich relevant, sondern auch arbeitsrechtlich und zivilrechtlich: Wird der Vorwurf der Vorteilsannahme zutreffend erhoben, kann der Arbeitgeber die fristlose Kündigung aussprechen und darüber hinaus Anspruch auf Schadensersatz erheben. Die Tat nach Absatz 1 bleibt gemäß Absatz 3 straffrei, wenn der Täter die Annahme des Vorteils sich vor der Übergabe von der zuständigen Behörde hat genehmigen lassen oder unverzüglich bei dieser Behörde Anzeige erstattet und die Behörde die Annahme des Vorteils genehmigt. Wenn Vorteile gefordert werden oder der Vorteilsgewährung eine pflichtwidrige Diensthandlung oder ein pflichtwidriges Nichthandeln zu Grunde liegt (Bestechlichkeit), führt eine Genehmigung nicht zur Straffreiheit.
Derjenige, der den Vorteil gewährt, ist der Vorteilsgewährung (§ 333 StGB) bzw., falls der Vorteil als Gegenleistung für eine Verletzung der Dienstpflichten des Amtsträgers gewährt wird, der Bestechung (§ 334 StGB) schuldig.
Zwischen erlaubter Spendenwerbung durch Amtsträger und der unerlaubten Vorteilsnahme hat der Bundesgerichtshof (BGH) in einem Urteil von 2004 eine sehr schmale Grenze gezogen. Nach Ansicht des BGH wird die Grenze zur Strafbarkeit bereits überschritten, wenn ein Amtsträger durch Entgegennahme einer Spende „den Eindruck der Käuflichkeit in seiner Amtsführung nach Wiederwahl erweckt“ (Kremendahl-Urteil).